# Ovidio Montalbani

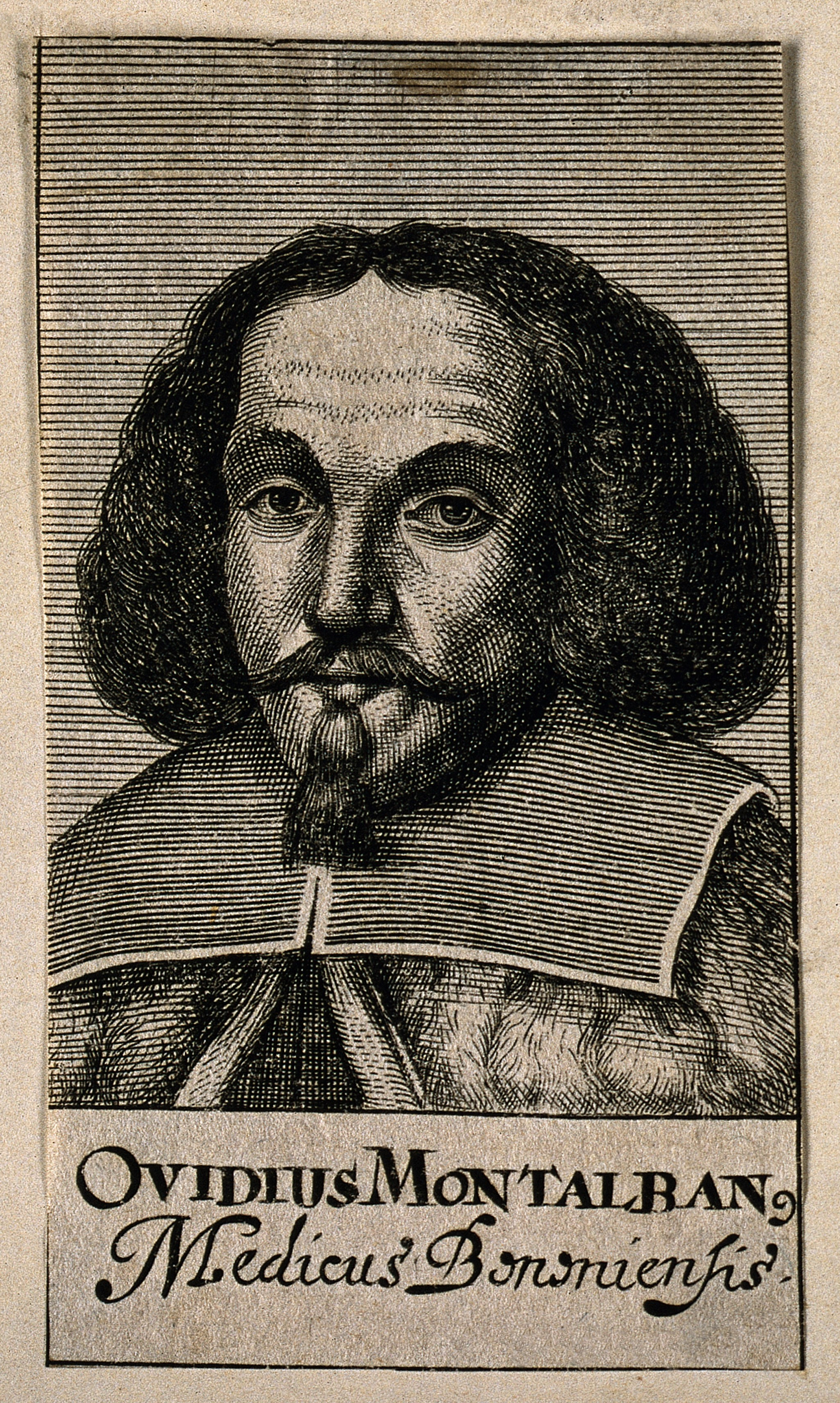
Ovidio Montalbani

Ovidio Montalbani (* 18. November 1601 in Bologna; † 20. September 1671 ebenda) war ein italienischer Philosoph, Mathematiker, Mediziner, Astronom, Botaniker und Universitätsdozent.

## Leben
Ovidio Montalbani gehörte zu den produktivsten Universalgelehrten seiner Zeit. Er studierte bei Vincenzo Montecalvi Philosophie und bei Bartolomeo Ambrosini Medizin. Schon in frühen Jahren (1625) wurde er Lektor an der Universität Bologna und unterrichtete, eines nach dem anderen, Logik, theoretische Medizin, Mathematik und Astronomie, und später Ethik. Im Jahre 1629 wurde ihm die Aufgabe anvertraut, alljährlich den Tacuino zu erstellen, eine Art astrologischen Kalenders, den die Mediziner benutzten, und in dem die mehr oder weniger geeigneten Tage für Aderlass, Abführungen oder chirurgische Eingriffe angegeben waren. Montalbani bereicherte diesen medizinischen « Mondkalender» oft mit astrologischen Vorhersagen über den – nicht nur meteorologischen – Verlauf des betreffenden Jahres, indem er bisweilen kurze Aufsätze über die verschiedensten und kuriosesten Themen vorausschickte. Unter seinen zahlreichen Veröffentlichungen finden sich auch Schriften über Altertumskunde, Medizin und Botanik. Des Weiteren leitete er 1668 die Herausgabe der Dendrologia von Ulisse Aldrovandi, die bis dahin noch nicht erschienen war.

## Werke
- Speculum Euclidianum. Clemente Ferroni, Bononiae 1629 (Latein, beic.it).
- Drosilogia. Giovanni Battista Ferroni, Bologna 1641 (italienisch, beic.it).
- Helioscopia. Carlo Zenero, Bologna 1650 (Latein, beic.it).
- Diceosilogia. Giacomo Monti, Bologna 1655 (italienisch, beic.it).
- Agatochnea. Giacomo Monti, Bologna 1658 (italienisch, beic.it).
- Hortus botanographicus herbarum. Giacomo Monti, Bologna 1660 (Latein, beic.it).